# Piz Timun
Il Piz Timun (3.209 m s.l.m. - detto anche Pizzo d'Emet) è una montagna delle Alpi del Platta nelle Alpi Retiche occidentali.

## Descrizione
Si trova lungo la linea di confine tra l'Italia e la Svizzera. Dal versante italiano si trova al fondo della valle Spluga; dal versante svizzero nell'alta Val Ferrera.

## Salita alla vetta
Si può salire sulla montagna partendo dal Rifugio Giovanni Bertacchi (2.175 m).